# バレー方面作戦

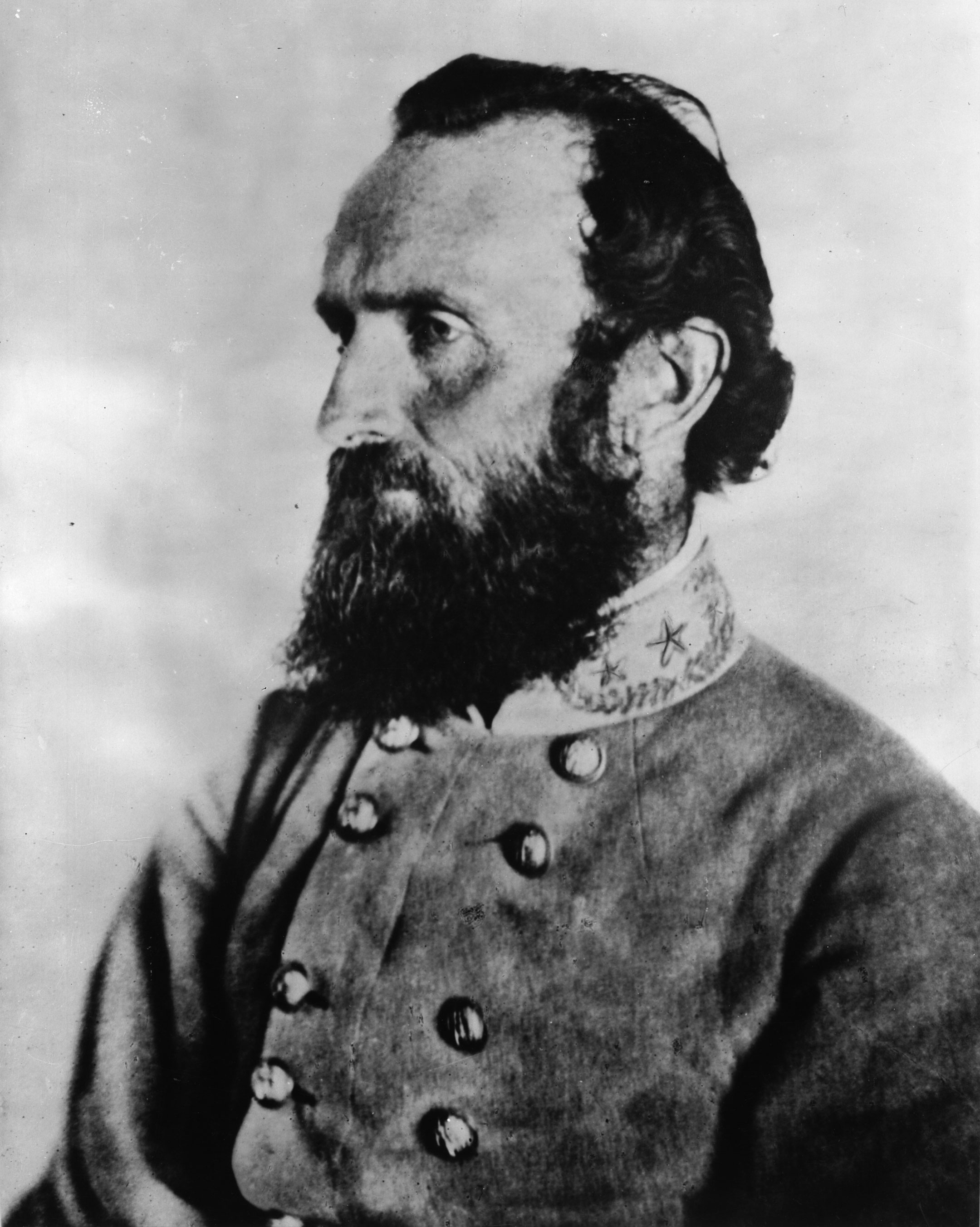
ストーンウォール・ジャクソン将軍

バレー方面作戦（バレーほうめんさくせん、英:Valley Campaign）は、南北戦争の初期1862年春に、南軍のストーンウォール・ジャクソン将軍がバージニア州シェナンドー・バレーで輝かしい戦果を挙げた作戦である。ジャクソンの17,000名の部隊は大胆で電撃的な動きを行って、幾つかの小さな戦いに勝利し、3個軍60,000名以上の北軍兵力がリッチモンド攻撃に参加することを阻止した。

## 背景
1862年春は「アメリカ連合国の士気は。。。最低に落ちており」、「連合が存続できるかどうかの見通しは暗かった。」1861年の夏は有利に運んでいた（特に第一次ブルランの戦い）が、それも急速に尻すぼみとなっていた。西部戦線では、ユリシーズ・グラント将軍ほかが指揮する北軍が南部の領域に進入し、ドネルソン砦の戦いやシャイローの戦いで重要な勝利を収めていた。東部戦線では、ジョージ・マクレラン少将が非常に強力なポトマック軍主力（第2軍団、第3軍団及び第4軍団）を率いて南東からリッチモンドに迫っており（半島方面作戦）、アービン・マクドウェル少将の大型の軍団（ポトマック軍第1軍団）も北からリッチモンドを窺い、ナサニエル・バンクス少将の軍団（ポトマック軍第5軍団）はシェナンドー・バレーを脅かしていた。しかし、ジャクソン隷下の南軍部隊の「戦意は旺盛」であり、この春のバレーにおけるジャクソンの活躍は、北軍の作戦を頓挫させ、南軍の士気を高める一助となった。

## 当初の動き
1861年11月4日、ジャクソンはバレー方面の指揮に就き、ウィンチェスターに司令部を置いた。ジャクソンは最近までバージニア州立軍学校の教授をしており、第一次ブル・ランの戦いでにわかに英雄になったが、人生のほとんどの期間バレーに住んでいたため、その地形にも詳しかった。ジャクソンの配下部隊には、ストーンウォール旅団とさまざまな民兵隊があった。12月、ウィリアム・ローリング准将とその6,000名の増援を受けたが、それでも攻撃的な作戦を採るには不足していた。北軍のバンクスの部隊がポトマック川の北に留まっている間に、ジャクソンの部下であるターナー・アシュビー大佐の騎兵隊がチェサピーク・オハイオ運河やボルチモア・オハイオ鉄道を襲撃した。ジャクソンの部隊は北軍のロムニーとバスの2つの小さな前哨基地を攻めてみたが、決着は付かなかった。
バンクス軍は2月後半になってポトマック川を渡り、運河や鉄道をアシュビーから守るために南に移動した。ジャクソンの部隊はマナサスにあったジョセフ・ジョンストンの軍の左翼という位置付けで動いてたが（ウィンチェスター南西20マイルのストラスバーグからマナサスまでは、マナサスギャップ鉄道で結ばれていた）、ジョンストン軍が3月にカルペパーに移動すると、ウィンチェスターにいたジャクソンの部隊は孤立した。1862年3月12日、バンクスは南西へ（バレーを遡る方向へ）の進撃を続けウィンチェスターを占領した。ジャクソンはすでにバレーパイクを通ってストラスバーグまで撤退していた。バンクスの受けていた命令は、マクレランの半島方面作戦全体の戦略の一環として、さらに南へ進撃しジャクソンをバレーから追い出すことであった。これに成功した後は、撤退してワシントンD.C.に近い陣地に戻り、守備に就くことになっていた。3月17日にウィンチェスターからバンクス配下のジェイムズ・シールズ准将指揮する強力な前衛部隊（1個師団）が南下を始め、ほぼ同じ時期にマクレラン軍は水陸両用部隊でバージニア半島への侵攻を始めた。
ジョンストンがジャクソンに与えた命令は、兵力がかなり劣勢なので決戦を避けること、ただし同時にバンクスの部隊を牽制して、半島を進むマクレラン軍に兵を増援させないようにすることであった。シールズがストラスバーグに向けて前進すると、ジャクソンは騎兵の偵察隊を残してマウント・ジャクソンまで退いた。すると北軍の騎兵隊はシールズに、ジャクソンはバレーから逃げだしたという誤った報告をした。バンクスは、任務の第一段階、すなわちジャクソン軍をバレーから追い出すことは完了したと判断し、自軍の2個師団（ジョン・セジウィック准将及びアルフェウス・ウィリアムズ准将の師団）をワシントン近郊に戻した。バンクス自身も3月23日にはワシントンに戻るべく準備を行った。ジャクソンは、妨害せよと命令されていた行動をまさにバンクスが取ったことに動揺した。

## 戦闘の経過

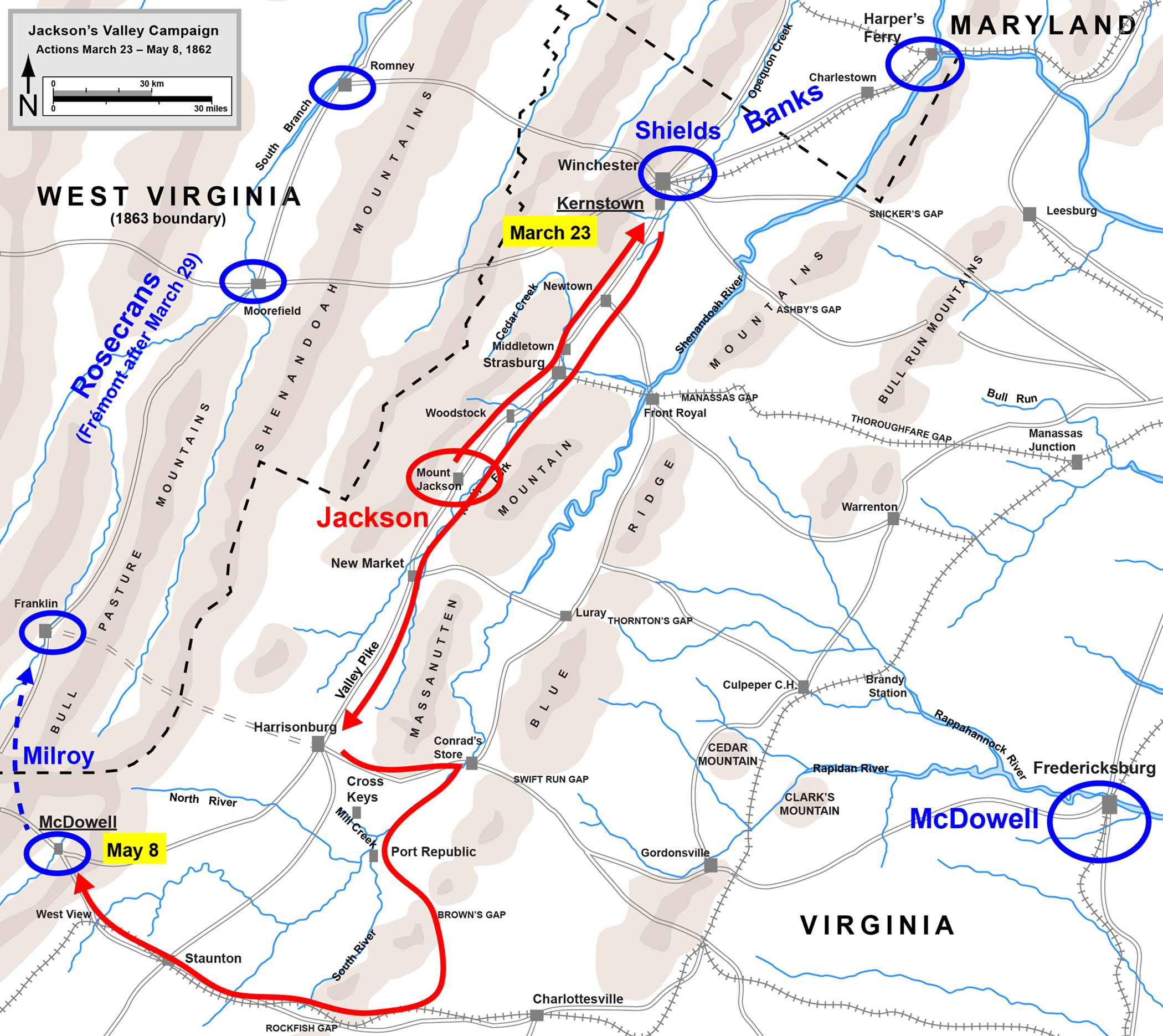
カーンズタウンからマクドウェルまで

### 第一次カーンズタウンの戦い 1862年3月23日

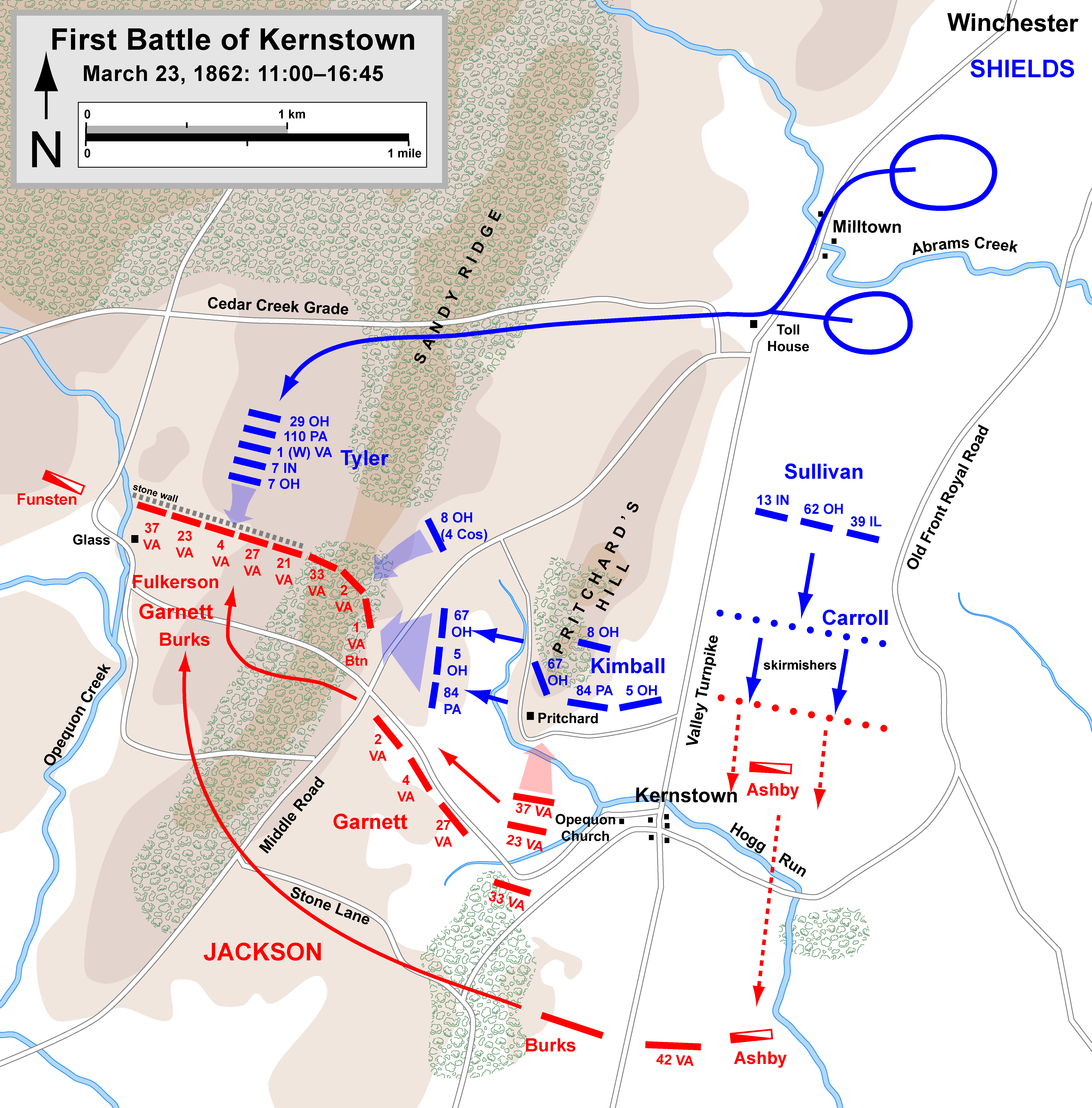
第一次カーンズタウンの戦い、3月23日の午前11時から午後4:45までの動き

3月21日、ジャクソンはバンクスが2個師団をワシントン近郊に戻したとの知らせを受け、またシールズはストラスバーグからウィンチェスターに向けて撤退中との情報もあった。ジャクソンがジョンストンから受けていた命令は、バンクスの部隊をバレーに引き付けておくことであり、それはまさに今実行すべきときであった。3月22日、ジャクソンはその部隊をマウント・ジャクソンからウィンチェスターに向けてに25マイル行軍させた。同日、先行するアシュビーの騎兵隊はウィンチェスターのすぐ南、カーンズタウンにシールズが残していった前哨に攻撃を仕掛けた。この小競り合いの際にシールズは砲弾の破片で腕を負傷していた。負傷にもかかわらず、シールズは彼の師団の一部をウィンチェスターから南方に動かし、他方1個旅団を北上させた。これによりウィンチェスターを放棄したように見せかけたが、実際には予備として近くに留めていた。その後、戦術指揮権を第1旅団長であったネイサン・キンボール大佐に委ねたが、戦闘中多くの伝達や命令をキンボールに送っている。ウィンチェスターの南軍支援者は、シールズが4個連隊と数門の砲だけを残して、残りの部隊にはハーパーズ・フェリーに向かうよう命令したとの誤った情報をアシュビーに与えてしまった。実際にはシールズの部隊は約9,000名の兵力を持つ1個歩兵師団であり、ジャクソン軍の3,400名よりはるかに多かった。この誤った報告を受けたジャクソンは、相対する北軍が9000名とは知らず、行軍中の脱落者により3000名に減った部隊に北上するよう命令を出した。
3月23日、ジャクソンはウッドストックを出発し、15マイルの行軍の後、午前11時頃にはカーンズタウンの北軍守備位置の前方に到着した。ジャクソンはアシュビーにバレー・ターンパイク上のキンボールの守備位置に対して陽動攻撃を行わせ、主力部隊（サミュエル・ファルカーソン大佐の第3旅団とリチャード・ガーネットのストーンウォール旅団）にはプリチャード・ヒルの北軍砲兵部隊を攻撃させた。ファルカーソンの攻撃は撃退されたため、ジャクソンは2マイル西の占拠されていないと思われるサンディ・リッジから北軍右翼に回りこむこととした。キンボールはこの動きに対応し、後方にあったエラスタス・タイラー大佐の旅団を西に移動させたが、ファルカーソンの兵士が北軍が移動する前にサンディ・リッジを占拠していた。
午後4時ごろ、タイラーはファルカーソンとガーネットの狭い前線を攻撃した。数に劣る南軍は、防衛線からすさまじい一斉射撃を行い、一時的にはこの攻撃を持ちこたえたが、ジャクソンは敵が兵力において優越していることを認識し、南軍左翼を補強しようとした。しかしジャクソンが到着した6時頃にはガーネットのストーンウォール旅団は銃弾を撃ちつくしていたため、これを撤退させた。最左翼に位置していたファルカーソンの右側面は無防備となった。ジャクソンは部隊を再集結させようと試みたが失敗し、南軍は全面的な撤退をせざるを得なくなった。キンボールは効果的な追撃を実施することはできなかった 。
北軍の損害は590人（戦死118人、戦傷450人、捕虜・行方不明22人）であり、南軍の損害は718人（戦死80人、戦傷375人、捕虜・行方不明263人）。北軍の勝利にもかかわらず、エイブラハム・リンカーン大統領はジャクソンの大胆さとワシントンに対する潜在的な脅威に動揺した。リンカーンはバンクスをアルフェウス・ウィリアムズの師団を追加してバレーに戻した。またジャクソンが西バージニアに移動してジョン・C・フリーモント少将の部隊（山岳軍管区）を攻撃することを恐れ、ポトマック軍からルイス・ブレンカー准将の師団を引き抜いてフリーモントの部隊を強化した。また、マクレランの半島方面作戦実施に際するワシントン防衛計画を見直し、守備兵力が不十分であると判断した。そこで、マクレランの支援のためリッチモンドに向かって南下することとなっていたアービン・マクドウェルの軍団を、首都近郊に残すように命じた。マクレランは、これらの兵力抽出により、リッチモンド攻略は不可能になると反論した。ジャクソンのカーンズタウンに対する攻撃-彼の軍歴における唯一の敗北-は、南軍の戦術的敗北だったが、南軍全体にとっては戦略的な勝利であった。なぜなら、リンカーン大統領がバンクスの部隊をバレーに、マクドウェルの30,000名の軍団をフレデリックスバーグに留まらせた結果、半島を侵攻するマクレランの兵力が50,000名少なくなったからである。また北軍は3つの部隊を作った。1つはマクドウェル、1つはバンクス、もう1つは新しく到着したばかりのフリーモント少将の部隊である。そのため全体の戦略的行動を統括する指揮官がひとりもいない状態に陥った。これは後に北軍の命取りになった。
戦闘後、ジャクソンは命令前に戦線を離脱したとして、ガーネットを逮捕した。ストーンウォール旅団の旅団長にはチャールズ・ワインダーが任じられた。ガーネットはこの屈辱に対して1年間軍法会議で争い、ゲティスバーグの戦いにおけるピケットの突撃で戦死した。

### マクドウェルの戦い 5月8日-9日
ジャクソン軍にはリチャード・イーウェルの大型の師団とエドワード・ジョンソン少将の小型の師団が到着し、総勢は17,000名になった。ジャクソン軍は敵にその意図を悟られないよう、ウエストビューに向かう間道を伝って進んだ。一方、フリーモントはバージニア州スタントンに前進することを決め、ロバート・ミルロイ准将の旅団にはマクドウェルにおいてこの作戦の準備を行なうよう命令した。もしフリーモントとバンクスの軍が合流すれば、ジャクソンの部隊は圧倒されたであろう。そこでジャクソンは北軍を個別撃破することに決め、まずミルロイとロバート・シェンクの旅団が守るマクドウェルを攻撃する事にした。5月8日、ジャクソン軍が川を渡って北軍の側面を迂回する機会を窺っている間に、ミルロイは先手を取りシトリングトンズヒルに陣取った南軍を攻撃した。4時間におよぶ激しい戦闘の後、北軍は撃退された。その後、ミルロイとシェンクはフランクリンまで退き、その間南軍の追撃を遅らせるために森に火を付けた。
マクドウェルでの南軍の勝利の後、2週間の静かな期間があり、この間に両軍は部隊を再配置した。ジャクソンは、バンクスの部隊がバレーを出てマクドウェルやマクレランの部隊を増援しないよう阻止する最善の方法を探った。この時、ジェファーソン・デイヴィスの軍事顧問であるロバート・E・リーは、ジャクソンやこの方面での全軍指揮官であるジョンストンを飛ばして直接イーウェルに連絡を取り、指揮系統に多少の混乱を招いた。その指示は、バンクスの連絡線を攻撃させることだった。しかしイーウェルがジャクソンから受けていた命令は、スイフト・ラン・ギャップに陣を布きバンクスの前進を抑えることだった。この矛盾した命令による混乱が続いている間に、バンクスはシールズの師団をフレデリックスバーグにいるマクドウェルの部隊に増援として送ったので、残った勢力は8,000名に過ぎなかった。バンクスの部隊はストラスバーグに強固な陣地を構えた。バンクスはジョン・ケンリー大佐に1,000名の部隊を与えてフロント・ロイアルに派遣し、南軍がルレー・バレーを襲う可能性に備えさせた。ジョンストンはイーウェルに、シールズの動きに対応するためバレーから出るよう命令したが、イーウェルはジャクソンとリー両人の説得によって、シールズに対応するよりもバレーでの勝利の可能性のほうが当面重要だと得心するに至った。

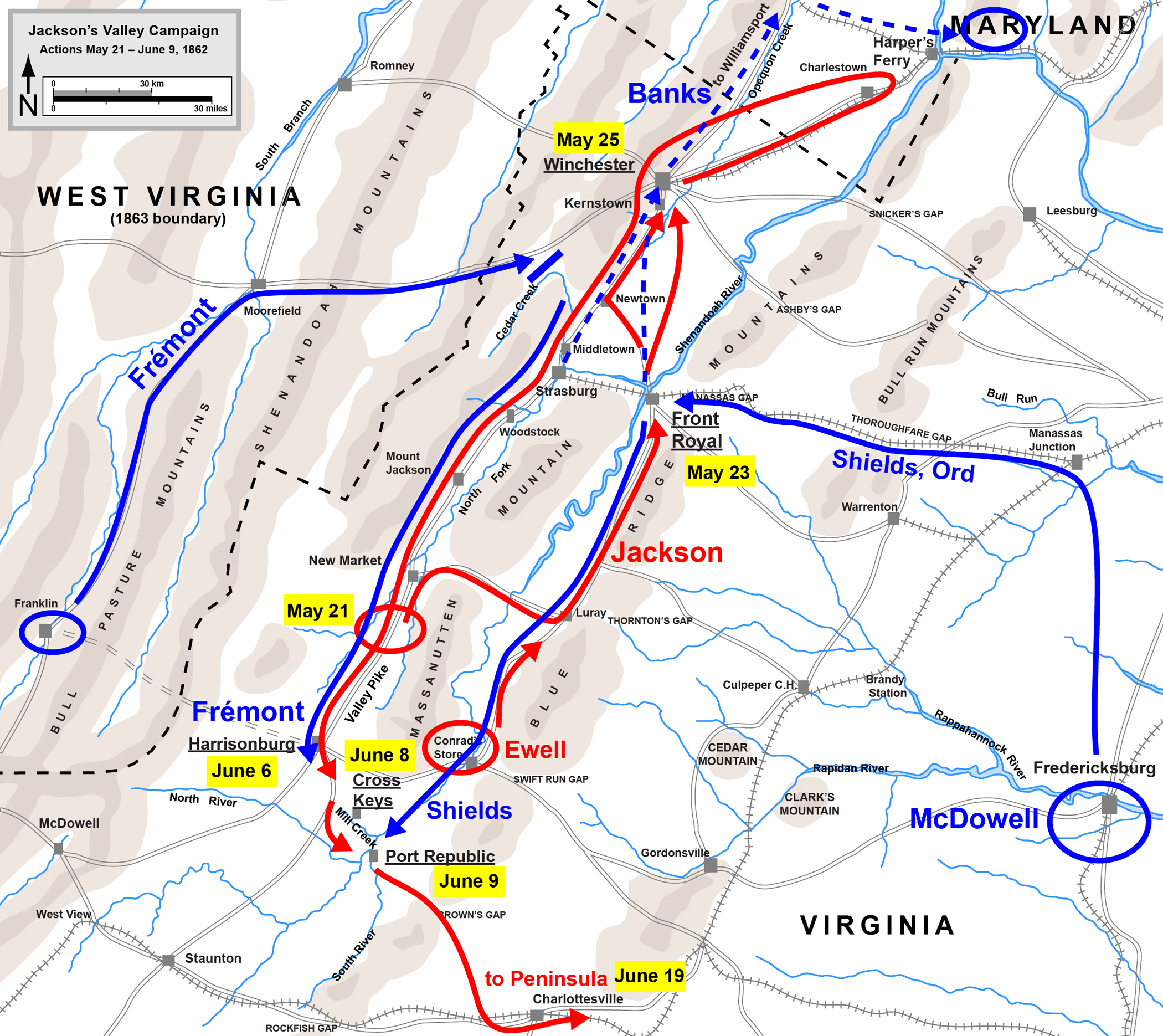
フロント・ロイヤルからポート・レパブリックまで

5月21日、ジャクソンは自部隊をニューマーケットから東に進め、イーウェルと合流し、ルレー・バレーを北に進んだ。その強行軍の速さはバレー方面作戦全体に見られたもので、南軍の歩兵は「ジャクソンの歩く騎兵」という渾名されたほどである。ジャクソンはアシュビーの騎兵隊をまっすぐ北に向かわせ、ストラスバーグの攻撃に向かっているとバンクスに思わせようとしたが、実際の狙いはフロント・ロイヤルの小さな北軍前哨地点を叩き、ハーパーズ・フェリーでバンクスの連絡線を急襲することだった。

### フロント・ロイヤルの戦い 5月23日
南軍は「ルイジアナ・タイガース」旅団と第1メリーランド歩兵旅団が先鋒となって北軍のフロント・ロイアル守備隊1,000名の哨兵を急襲し圧倒した。北軍は町の中を退却し、キャンプヒルで1度抵抗し、川に架かる橋を焼こうとした後、再度ガードヒルで抵抗した。数に劣り側面も迂回されたケンリーの部隊はさらにシーダービルまで退いたが、そこで南軍のトマス・フラーノイ大佐の騎兵隊が2度の突撃によって道路上の防塞を崩し、北軍を壊走させた。900名近い北軍兵士が降伏した。このフロント・ロイヤルでのジャクソンの勝利で、ストラスバーグのバンクス隊は急遽5月24日早朝にウィンチェスターまでの撤退を余儀なくされた。ジャクソンは追撃を試みたが、兵士達が疲れており、しかも北軍の補給隊に対して略奪にかかったため、追撃は大きく遅れた。一隊が予定から遅れてようやくミドルタウンに着いたのは、弱体なバンクスの部隊が通り過ぎた直後だった。

### 第一次ウィンチェスターの戦い 5月25日
ジャクソンの師団は5月24日にミドルタウンとニュータウンで撤退するバンクス軍と小競り合いを演じた後、バレー・パイクを北へ、ウィンチェスターに向けて進軍を続けた。ウィンチェスターでは、バンクスが軍の態勢を立て直して町を守ろうとしていた。このとき南軍イーウェルの師団も、フロント・ロイアル・パイクを使って南東からウィンチェスターに迫っていた。5月25日、イーウェルの部隊がキャンプヒルを攻撃し、同時にジャクソン師団のルイジアナ旅団がボーワーズヒルの北軍の側面を衝いて壊走させた。北軍の将兵にパニックが拡がり、多くの者がウィンチェスターの町を抜けて逃亡した。バンクスの軍は徹底的に打ち破られ、ポトマック川を越えて撤退した。ジャクソン軍は追撃を試みたが不成功であった。
バンクス軍がバレーから叩き出されたことに対して、ワシントンの政治家達は致命的な判断ミスを犯した。リンカーン大統領と陸軍長官のエドウィン・スタントンが、ジャクソン軍を叩くのが最優先だと判断を下したのである（ジャクソンが受けていた命令は、単に北軍を牽制してリッチモンドから遠ざけておくだけだったのだが）。リンカーン達はマクドウェルに20,000名の部隊（シールズとエドワード・オード少将の部隊）をフロント・ロイヤルに送るよう、またフリーモントにはハリソンバーグに移動するよう命令した。両部隊がストラスバーグで落ち合えば、ジャクソン軍の唯一の撤退路が塞がれることになる予定だった。しかしこの行動の直接の影響として、マクレランと連携してマクドウェルがリッチモンドを攻撃する計画は放棄することになった。
5月30日、ジャクソンはポトマック川の北にいるバンクス軍の警戒にストーンウォール旅団を残し、自分はハーパーズ・フェリーから退いた。シールズとフリーモントの部隊はいずれも、ジャクソンよりストラスバーグに接近していたが、その動きは鈍かった。シールズはフロント・ロイアルに残っていた南軍の小部隊から町を奪い返したが、明確な命令もなかったのでその後を無駄に過ごした。フレモントはアシュビーの騎兵隊によって遅らせられた上、活発に前進しようともしなかった。さらに両部隊とも悪路のために歩みが鈍かった一方、ジャクソンの部隊はバレーパイクを使って前進できた。ジャクソンの部隊は北軍の罠にかかる前に、6月1日、ストラスバーグを通過できた。
6月2日、北軍の2隊がジャクソンを追撃した。マクドウェルはルレー・バレーを遡り、フリーモントはバレーパイクを進んだ。バンクスもポトマック川を渡って続いた。次の5日間、ターナー・アシュビーの騎兵隊（進撃するジャクソン軍の後衛にあたっていた）と北軍を先導する騎兵隊とが何度も衝突した。北軍の騎兵1個旅団がジャクソンの縦隊の後衛をいったんは壊走させたが、アシュビーが生存者をかき集めて後衛を守り抜いた。アシュビーはシェナンドー川の南支流に架かる橋をいくつか焼いて北軍の追撃を遅らせるとともに、シールズとフリーモントの部隊が合流できないようにしていた。6月6日にまた接触が起こり、フリーモント軍との小競り合いの中で、ハリスバーグに近いチェスナット・リッジでアシュビーが戦死した。アシュビー（渾名は「ブラック・ナイト」）は最も期待される騎兵将官の一人だったので、南軍にとって重大な損失だった。
ジャクソンの部隊はクロスキーズとポート・レパブリックに防御陣地を築き、ここで下記に述べる最後の戦いが2日間行われた。また6月8日にはシールズの騎兵隊がポート・レパブリックを襲い、南軍の補給隊とジャクソンその人をすんでのところで取り逃がした。

### クロスキーズの戦い 6月8日
フリーモントの部隊は6月8日にクロスキーズでイーウェルの師団と遭遇した。北軍の左翼で攻撃にあたっていたジュリアス・スターヘル准将の旅団は、南軍アイザック・トリンブル准将の部隊から突然の一斉射撃を受け、混乱して退却させられた。フリーモントは南軍の戦線にあちこち探りを入れた後、砲兵の援護下に退却した（クロスキーズの戦い）。ジャクソンはフリーモントへの総攻撃をためらった。6月8日に危機一髪のところで北軍騎兵隊の手から逃れたジャクソンは、シールズの部隊のほうが大きな脅威であると感じていた。次の日、トリンブル、ジョン・パットンの両旅団がフリーモントの部隊を抑える一方で、イーウェルの部隊の残りは仮設の橋を使って川を渡り、ポート・レパブリックでエラスタス・タイラー准将の部隊を打ち破る戦闘に参加した。

### ポートレパブリックの戦い 6月9日
ジャクソンはシェナンドー川南支流の東に全軍を集合させ、シールズの師団の中で孤立していたタイラーとサミュエル・キャロルの両旅団に対した（シールズ不在のためタイラーが師団の指揮を執っていた）。低地を横切る南軍の攻撃は大きな損失を出して撃退されたが、側面に回った部隊がうまく北軍の左翼を攻撃した。北軍の反撃も戦線を立て直すことはできず、タイラーは撤退を強いられた。クロスキーズの南軍はポートレパブリックのジャクソン軍に合流し、その後渡ったばかりのノース・リバー橋を焼いた。ようやく到着したフリーモントの部隊も、タイラーとキャロルの部隊を助けるには間に合わず、雨で脹れ上がった川の向こうから力なく眺めるだけだった。

## 戦いの後
ジャクソンがクロスキーズとポート・レパブリックで勝利した後、北軍は撤退した。ジャクソンはバージニア半島のリー将軍の部隊に加わり、七日間の戦いを戦った（しかしバレー方面作戦での緊張のためか、ジャクソンの行動はいつになく無気力なものであった）。ジャクソンは任務をまっとうし、マクレランが必要としている50,000名以上の兵力をバレー内に拘束した。マクレランは南軍のほうが兵力が多いと感じていたが、南軍の北バージニア軍は、ジャクソンの部隊を含めても約60,000名に過ぎなかった。バレー方面作戦の成功で、「ストーンウォール」ジャクソンは南軍でも最も世に知られた軍人になり（少なくともリーにその地位を奪われるまでは）、彼の勝利は南部大衆の士気を上げた。奇襲と機動性を存分に活かした模範的な用兵で、48日間に646マイル (1,040 km)を行軍し、約17,000名の部隊で総計60,000名の敵を向こうに回し、5度の意義有る勝利を挙げた。
北軍では、兵力の劣る敵に敗北したことで、指揮系統の刷新が行なわれた。マクドウェルの軍団はずっとバレーに拘束され、半島のマクレラン軍に加わることができたのはジョージ・マッコールの1個師団のみだった。リンカーンはこの戦役で、多数の部隊を統率する難しさを痛感し、ジョン・ポープ少将の下に統一的な1個の軍、バージニア軍を創設し、バンクス、フリーモント、マクドウェルの各部隊とワシントン周辺やバージニア西部にあった小部隊をすべてその指揮下に入れた。この軍は後に、北バージニア方面作戦、第二次ブルランの戦いにおいてリーとジャクソンのコンビに決定的な敗北を喫することになる。